# Kobylasz
Kobylasz (dodatkowa nazwa w j. kaszub. Kòbëlôsz) – wieś w Polsce, położona w województwie pomorskim, w powiecie wejherowskim, w gminie Linia.
| SIMC    | Nazwa   | Rodzaj |
| ------- | ------- | ------ |
| 0165445 | Kukówka | osada  |

Wieś leży na skraju Pojezierza Kaszubskiego i Kaszubskiego Parku Krajobrazowego. Wieś jest siedzibą sołectwa Kobylasz, w którego skład wchodzą również Potęgowo i Igrzeczna i Kukówka. W kierunku południowym od Kobylasza, w kompleksie Lasów Mirachowskich znajdują się rezerwaty przyrody Szczelina Lechicka, Żurawie Błota oraz Jezioro Lubogoszcz.
W latach 1975–1998 miejscowość administracyjnie należała do województwa gdańskiego.
Podczas zaboru pruskiego wieś nosiła nazwę niemiecką Kobyllaß. Podczas okupacji niemieckiej nazwa Kobyllaß w 1942 została przez nazistowskich propagandystów niemieckich (w ramach szerokiej akcji odkaszubiania i odpolszczania nazw niemieckiego lebensraumu) zweryfikowana jako zbyt kaszubska i przemianowana na nowo wymyśloną i bardziej niemiecką – Stuttwald.
W miejscowości, jako jedna z 13 figur szlaku turystycznego „Poczuj kaszubskiego ducha" współfinansowanego ze środków unijnych, znajduje się rzeźba wykonana przez Jana Redźko na podstawie opracowania "Bogowie i duchy naszych przodków. Przyczynek do kaszubskiej mitologii" Aleksandra Labudy, przedstawiająca kaszubskiego demona zwanego Lubiczk.